# Канадсько-українська програма хірургічної допомоги
Канадсько-українська програма хірургічної допомоги (англ. Canada Ukraine Surgical Aid Program або CUSAP) — місія канадських лікарів під керівництвом доктора Олега Антонишина, канадського пластичного хірурга українського походження. Місія започаткована Канадсько-Українською Фундацією у 2014 році після Революції Гідності. Лікарі-волонтери CUSAP надають безкоштовне лікування пацієнтам, а Канадсько-Українська Фундація покриває операційні витрати.
З 2014 до 2022 місія базувалася в Києві, та відвідувала Львів і Одесу. У 2022 році з початком повномасштабного вторгнення програма хірургічної допомоги переїхала до шпиталю у місті Челядзь, Польща.

## Історія програми
У квітні 2014 року після розстрілів на Майдані українсько-американська лікарка, активістка та філантропка Уляна Супрун, яка була директором гуманітарних ініціатив Світового Конґресу Українців, звернулась до Канадсько-Української Фундації з проханням про медичну допомогу українцям, пораненим під час Революції Гідності.
У березні 2014 року для того, щоб оцінити стан справ і можливості медичної допомоги, Канадсько-Українська Фундація організувала поїздку декількох представників організації, які мали медичну спеціалізацію, в тому числі до складу делегації був запрошений Олег Антонишин, пластичний хірург із Торонтського центру наук про здоров’я Саннібрук, професор кафедри пластичної, реконструктивної та естетичної хірургії  Університету Торонто та активний член української діаспори.
Делегація відвідала декілька лікарень Києва, де лікували українців з важкими пораненнями, а також відвідала лікарні в Донецьку. За словами доктора Олега Антонишина, він повернувся до Києва на останньому літаку, який вилетів з Донецького аеропорту (опісля аеропорт був захоплений проросійськими бойовиками).
Відвідавши щонайменше 20 лікарень по всій Україні, ознайомившись з місцевим анестезіологічним обладнанням, операційними столами, інструментами та зустрівшись з місцевими хірургами, щоб обговорити їхні найнагальніші потреби, доктор Олег Антонишин та керівництво Канадсько-Української Фундації заснували Канадсько-українську програму медичної допомоги, яку через 8 років було перейменовано у Канадсько-українську програму хірургічної допомоги (CUSAP).
Метою місії стало надання комплексної хірургічної допомоги українцям, що постраждали від війни. Основні напрямки діяльності:
1 – забезпечити комплексну й сучасну мультидисциплінарну допомогу при травмах та посттравматичній реконструкції цивільним і військовим, що постраждали під час війни;
2 – надавати підтримку українським медичним працівникам через навчання реконструкції травм.
У листопаді того ж року на запрошення доктора Олега Антонишина до України з Канади прибуло 25 волонтерів-хірургів, анестезіологів і медсестер для місії з лікування пацієнтів, які отримали важкі травми під час Революції Гідності, і тих, хто був поранений на Сході України внаслідок бойових дій.
Медична команда була зібрана з усієї Канади, включаючи Вікторію, Ванкувер, Едмонтон, Вінніпег і Торонто.  Було проконсультовано понад 60 пацієнтів з усієї України зі складними посттравматичними дефектами та деформаціями. Загалом 30 пацієнтам було виконано 37 реконструктивних операцій.

## Діяльність
З 2014 по 2020 рік Антонишин і команда хірургічної допомоги провели п’ять місій. Під час кожної вони лікували близько 40 пацієнтів, а до п'ятої місії команда медиків регулярно консультувала 100 пацієнтів.
З 2014 року по 2020 рік Канадська місія пластичних хірургів базувалась у Київському військовому шпиталі, також канадські лікарі мали виїзні операції у Львові та Одесі. За роки роботи місії в Україні Канадсько-українська Фундація допомогла Київському військовому шпиталю обладнати операційні майже на 2 млн. канадських доларів.
У 2016 році Указом президента доктор Олег Антонишин був нагороджений державною нагородою “За заслуги” III Ступеня.
У 2017 році за свою волонтерську діяльність доктор Олег Антонишин отримав Гуманітарну премію ім. Охримовича, також відому як премію "Руки допомоги" від Суспільної служби українців Канади Торонто.

### Діяльність після початку повномасштабного вторгнення в 2022 році
З початком повномасштабної війни Росії проти України Канадсько-українська програма хірургічної допомоги перебазувалась до Польщі. У шпиталі міста Челядзь були виділені операційні, де волонтери-лікарі з Канади надають допомогу з ортопедії та пластичної хірургії тяжкопораненим військовим і цивільним, які зазнали мінно-вибухових травм.
У післяопераційному догляді та відновленні постраждалих також беруть участь українські хірурги.
Згідно з CUSAP, з початком великої війни значно зросла кількість травм обличчя, голови та шиї, що отримують українці. Середня тривалість операції становить від 7-15 годин. Деякі пацієнти потребують декілька операцій, аби відновити обличчя та жувальні функції.
У рамках перших двох місій у 2022 році до польської лікарні було доставлено 30 палет з медичним обладнанням. У польській лікарні CUSAP обладнав власний тимчасовий склад для зберігання всього хірургічного обладнання між місіями.
У 2022 році польський прем’єр-міністр Матеуш Моравецький відвідав госпіталь у місті Челядзь, щоб подякувати канадським лікарям, які оперують важкопоранених ветеранів війни та цивільних українців.

### Лікарі-волонтери
На початку широкомасштабного вторгнення команда CUSAP отримала понад 120 заявок від лікарів з різної спеціалізації зі всієї Північної Америки, які хотіли лікувати українських пацієнтів на волонтерських засадах. Один з учасників місії — Стів МакКейб, який разом з командою першим у світі зробив пересадку руки. Доктор бере участь в місіях CUSAP з 2014 року.
Для деяких реконструкцій обличчя, пластичним хірурги використовують кістки пацієнтів з інших частин тіла, або штучні імпланти, заздалегідь видруковані на 3D принтері. Операції відбуваються за участю медичних спеціалістів різних напрямків, включаючи щелепно-лицевих хірургів та нейрохірургів, що має мультидисциплінарний підхід у лікуванні.
Відповідно до польського законодавства лікування пацієнтів іноземними лікарями у країні заборонено без попередньо підтвердження своєї кваліфікації. Польський уряд спільно з Міністерством охорони здоров'я Польщі спростив цю процедуру для лікарів місії CUSAP та видав дозвіл лікування канадським лікарям за 3 тижні.

### Фінансування
11 вересня 2014 року громада українців Канади в Торонто провела благодійну акцію «Об'єднаймося заради України» зі збору коштів для першої місії пластичних хірургів в Україні. Спонсором вечора виступив канадський бізнесмен Євген Мельник, мільярдер, власник хокейної команди Оттава Сенаторз, а захід відвідали тодішній прем'єр-міністр Стівен Гарпер, зірка хокею Вейн Грецкі та інші гості.
За результатами вечора було зібрано понад 200 000 канадських доларів. Вечір зібрав понад 200 000 канадських доларів. Серед інших донорів – представники Канадсько-Української Фундації, канадських корпорацій та інших установ, які виділили 500 тис. канадських доларів на другу та третю місії.
Чотири останні місії CUSAP були профінансовані коштом донорської підтримки, зібраної в рамках Ukraine Humanitarian Appeal, заснованої у 2022 році як спільна ініціатива Конґрес Українців Канади (КУК) та Канадсько-Української Фундації (КУФ).
Канадсько-українська програма хірургічної допомоги підтримується Міністерством охорони здоров'я України, Міністерством оборони України та Міністерством охорони здоров'я Польщі. Також у 2023 році Науковий центр охорони здоров'я Саннібрук у співпраці з Канадсько-Українською Фундацією запустили освітню ініціативу для українських хірургів. Ця програма спрямована на покращення лікування пацієнтів в Україні через спільне навчання та обмін досвідом. За кожну місію 15-20 українських лікарів проходять навчання з черепно-лицевої хірургії.